# Philotis
Philotis is een geslacht van vlinders van de familie snuitmotten (Pyralidae), uit de onderfamilie Pyralinae.

## Soorten
- P. basalis Walker, 1865
- P. callos Viette, 1973
- P. gigantalis Viette, 1960
- P. radamalis Ragonot, 1891